# Marko Biskupović
Marko Andrés Biskupović Venturino, född 30 juni 1989 i Santiago de Chile, är en chilensk fotbollsspelare (försvarare) med kroatiskt ursprung som spelar för Deportes La Serena.
Under säsongerna 2016 och 2017 spelade Biskupović för allsvenska Kalmar FF. 2018 skrev han kontrakt med den chilenska klubben Union La Calera.

## Klubbkarriär
Biskupović började sin professionella karriär 2009 i Club Deportivo Universidad Católica efter att tidigare ha tillhört klubbens U19-lag. 2010 lånades han ut till Club de Deportes Puerto Montt. 2011 återvände han till Club Deportivo Universidad Católica där han tog en startplats. Universidad Católica vann chilenska cupen 2011. Den 6 maj 2012 gjorde han sitt första mål för Club Deportivo Universidad Católica i matchen mot Club de Deportes Cobresal som slutade i vinst med 5-0.
Efter fem säsonger med Club Deportivo Universidad Católica i Primera División de Chile lämnade Biskupović för allsvenska Kalmar FF på en free transfer. Kontraktet skrevs över två säsonger.

## Landslagskarriär
2006 debuterade Biskupović för Chiles U18-landslag. 2012 blev han för första gången uttagen till det chilenska A-landslaget. Han debuterade i träningsmatchen mot Peru den 22 mars 2012. Chile vann matchen med 3-1. Den 12 april 2012 spelade han sin andra match för landslaget när han byttes in i den 76:e minuten mot Enzo Roco i en träningsmatch mot Peru på Estadio Jorge Basadre i Tacna i Peru. Chile vann matchen med 3-0.

## Skador
Den 18 mars 2014 drabbades Biskupović av en allvarlig skada på vänstra fotleden i en match mot Santiago Wanderers, det höll honom borta från spel i sju månader fram till oktober 2014.